# Kvargli
Az eredeti olmützi kvargli (Quargel – Olmützi pogácsasajt; csehül: olomoucké tvarůžky, morva nyelv: olomoucké syrečky, németül Olmützer Quargel) egy híres és ínyencek által igen kedvelt cseh sajt. Állítólag több mint 150 féle elkészítési módja ismert.

## Jellemzése
A 15. században már leírták a kvarglit. Innentől kezdve ez az ínyencség a cseh konyha nélkülözhetetlen részévé vált. Az üzemi gyártás 1876-ban kezdődött el Alis Wessels manufaktúrájában.
Manapság az 1876-ban alapított lošticei sajtgyárban készítik. Ebben a morvaországi városban minden évben megtartják Kvargli király napját is, egy egész napos eszem-iszom ünnepet.
A kvargli egy natúr, lágy, rúzsflórával (vöröspenésszel) érő sajt, sovány aludttejtúróból készül, zsírtartalma max. 1%, szárazanyag tartalma 35-38%, sótartalma pedig max. 5%, és nem tartalmaz semmilyen vegyi adalékot. Az érlelés során a sajt természetes biológiai folyamat eredményeként jön létre pasztörizált tehéntejből származó savanyú túróból.